# نورمان فيشر (عازف تشيلو)
نورمان فيشر (بالإنجليزية: Norman Fischer)‏ هو عازف تشيلو أمريكي، ولد في 25 مايو 1949 في واشنطن العاصمة في الولايات المتحدة.

## روابط خارجية
- نورمان فيشر على موقع ميوزك برينز (الإنجليزية)
- نورمان فيشر على موقع أول ميوزيك (الإنجليزية)